# Effetto Thomson
L'effetto Thomson è un effetto termoelettrico che riguarda un conduttore omogeneo con le estremità a temperatura diversa (T1 e T2) percorso da corrente elettrica. Si ha cessione o assorbimento di calore a seconda che i versi della corrente e del flusso termico siano coincidenti o opposti, tale effetto è stato osservato nel 1851.
L'energia viene espressa in funzione del coefficiente di Thomson σ:
{\displaystyle Q_{\sigma }=\sigma I(T_{1}-T_{2})}
Per una termocoppia questo effetto concorre con l'effetto Seebeck e l'effetto Peltier alla forza elettromotrice del circuito.